# Кілотоа
Кілотоа (ісп. Quilotoa) — заповнена озером вулканічна кальдера та найзахідніщий вулкан в Еквадорських Андах. Кальдера має 3 км завширшки та сформувалася в результаті обрушення дацитного вулкану після катастрофічного вибуху близько 800 років тому, що привів до утворення пірокластичних потоків та лахарів, які досягли Тихого океану та разсіяли вулканічний попіл по всій території регіону. У кільдері з того часу утворилося озера глибиною 250 м, що має зеленуватий колір через розчинені мінерали. На дні озера на сзід від вулкану існують численні фумароли та гарячі джерела.
Кілотоа зараз є популярною туристичною пам'яткою. До озера можна дістатися автомобілем з міста Сумбауа.